# فرانكي نولان
فرانكي نولان (بالإنجليزية: Frankie Nolan)‏ هو لاعب قذف أيرلندي، ولد في 1950 في Patrickswell ‏ في جمهورية أيرلندا.